# Stethaspis intermediata
Stethaspis intermediata är en skalbaggsart som beskrevs av Given 1952. Stethaspis intermediata ingår i släktet Stethaspis och familjen Melolonthidae. Inga underarter finns listade i Catalogue of Life.